# Club Deportivo Tapatío
Club Deportivo Tapatío, es un club de fútbol profesional que tiene como sede la ciudad de Zapopan, Jalisco, México. Fue fundado en 1973 y refundado en 2020 para jugar en la Liga de Expansión MX, anteriormente jugó en las categorías Primera A, Segunda, Segunda 'A', Segunda 'B' y Tercera División de México, actuando siempre como filial del Club Deportivo Guadalajara con el objetivo de proyectar y foguear a los elementos de las fuerzas básicas para que tengan oportunidad de dar un paso al futbol profesional previo a su ascenso al primer equipo.
De 1988 a 2009, el equipo disputó sus partidos como local en el Estadio Anacleto Macías (Hasta su demolición en diciembre de 2006), utilizando el Estadio Jalisco como sede alterna. Anteriormente hizo uso de la cancha número 1 de la casa club del Guadalajara, entonces localizada en la calle Colomos 2339 en la colonia Providencia,en su refundación empezaron jugando sus partidos en verde valle pero actualmente juegan sus partidos como local en el Estadio Akron y esporádicamente si los calendarios se empalman con el primer equipo del Guadalajara juegan como local en el Estadio Jalisco.
Por las filas del Tapatío pasaron algunos de los más destacados jugadores que han llegado al primer equipo del Guadalajara procedentes de la cantera rojiblanca, entre estos elementos se encuentran Omar Bravo, Carlos Salcido, Chicharito Hernández, Fernando Quirarte, Demetrio Madero y Eduardo De la Torre.

## Historia

### Orígenes
A principios de la década de 1970, el «Club Deportivo Guadalajara» adquiere una franquicia de Tercera División a la cual le dio el nombre de «Club Deportivo Tapatío». El término Tapatío, ya había sido utilizado con anterioridad por equipos filiales del Guadalajara en torneos de Intermedia y Juveniles, organizados por la Asociación de Fútbol de Jalisco, sin embargo el equipo fue constituido como una institución profesional hasta 1973.
Fue Enrique Ladrón de Guevara, entonces presidente del Guadalajara, quien tuvo la idea de establecer un equipo filial profesional para la institución rojiblanca, sin embargo fue hasta la administración de Jaime Ruiz Llaguno que oficialmente se estableció el club como una Asociación Civil, siendo Carlos González Lozano su primer presidente. 
Entre los socios fundadores de la institución se encuentran Carlos González Lozano, Gabriel Orozco González, Dionisio Gómez Rodríguez, Héctor Arias Murueta, Agustín Levy Alarcón, Francisco Javier González Lozano, Salvador Flores Martell y Fernando Palafox. 
La primera plantilla del Tapatío en Tercera División estuvo conformada por los porteros Ignacio Gómez y José Santos, los defensas Héctor Hernández, Gilberto "Sansón" Romero, Contreras, Carlos Vera, J. Víctor "Gallo" Medina, y Daniel Valle, los mediocampistas Ricardo Ascencio, Jaime Ancira, Eduardo Villanueva, Guillermo Hernández y José Nápoles, y los delanteros Roberto Arreola, José Luis Espinosa de los Monteros, R. Medina, Sánchez, Salvador Barba, Juan José Jasso, Malaquías Bejines, Pedro Vargas y Antonio Zaragoza.

### Tercera división
El primer partido oficial que disputó el equipo, fue el 5 de agosto de 1973 en la Cancha Colomos contra el Club Uruapan, el marcador final fue un 3-0 a favor de los cabritos. Este partido marcó el inicio de acciones en el Grupo "B" Occidente de la Copa México de Tercera División de ese año, el resto del grupo estaba conformado por los equipos de Zitácuaro y Celaya. 
En ese partido, se registró una entrada mayor a dos mil personas, abarrotando todo el graderío que en ese entonces se contaba en la cancha número 1 del antiguo club rojiblanco. Los encargados de anotaron los goles en ese primer encuentro fueron Eduardo Villanueva al minuto 9 y 25, y finalmente Juan José Jasso marcó el 3-0 definitivo al minuto 35.
Después de conseguir sendas goleadas, como un 6-1 frente al Zitácuaro y un 6-0 sobre el Coatzacoalcos en semifinales, el equipo logró llegar a la final de la Copa de 1973 de manera invicta, sin perder un solo partido ni de visitante, y goleando en la gran mayoría de los encuentros. La final la disputó contra la Universidad de Tamaulipas que resultó ganador de la semifinal contra el Iguala, llave formada por equipos del Grupo "A". 
El primer partido quedaría a favor de los de Guadalajara por marcador de 6-1, conservando la ventaja en Tamaulipas y coronándose así campeón de Copa. El cuadro Tapatío estaba formado por hombres como Gómez en la portería, Hernández, Romero, Vera, Contreras y Valle en la defensa, Ascencio, Medina y Villanueva en el mediocampo, y Arreola, Zaragoza, Espinoza y Jasso en la delantera.
Su primer partido de liga estaba programado para disputarse el domingo 25 de noviembre de 1973, contra el Deportivo Irapuatense en la cancha del Club Guadalajara a las 16 horas. En dicho torneo formó parte del Grupo Occidente junto con los equipos Académicos, Gallitos de Jalisco, Deportivo Ocotlán, Deportivo Aguascalientes, Tecnológico de Celaya, Deportivo Uruapán, Deportivo Irapuatense, Deportivo de Acámbaro y Cachorros de León. 
El 10 de diciembre de 1973 con marcador de 4-1 superó a los Cachorros de León, tiempo después superó a Académicos también por goleada, mientras que en su tercer partido enfrentó al Ocotlán y lo superó por marcador de 3-0 iniciando de gran manera el campeonato.
Al final de la temporada 1973-74, después de una gran campaña, el Tapatío estuvo muy cerca de ascender a la segunda división, sin embargo una riña contra el equipo Coatzacoalcos en Acapulco, provocó la expulsión de todos sus jugadores titulares, los cuales recibieron dos partidos de suspensión, dejando el camino libre para que el Celaya consiguiera el ascenso de forma directa.
El conjunto cabrito recibió otra oportunidad de ascender, esta vez con una liguilla de promoción, en la cual participaron junto al Coatzacoalcos de Tercera División y La Piedad y Naucalpan de Segunda. En el sorteo efectuado, el rival elegido para enfrentar al conjunto rayado fue La Piedad, quien logró sacar ventaja de 1 gol por 0 en el primer partido. El segundo encuentro se disputó el domingo 19 de mayo de 1974 en la ciudad de La Piedad, Michoacán, y el conjunto rojiblanco perdió por marcador de 3 goles a 0, los tantos fueron marcados por Torres a los 22 minutos, Bravo a los 47 y de nuevo Torres a los 52.
Para la siguiente temporada (1974-75) logra acceder de nueva cuenta a la liguilla de promoción, esto al quedar como subcampeón del torneo regular. En la liguilla enfrentó al Deportivo Iguala de Segunda División, los días 3 de junio de 1975 en el Campo Guadalajara y el 8 de junio en Iguala, y venciéndolo por marcadores de 1-1 y 3-1, para un global de 4-1.
El equipo en esa temporada estuvo dirigido por Diego Martínez, y los goles del segundo encuentro fueron hechos por Samuel Bernabé al minuto 23, Antonio Correa a los 55 y Eduardo Villanueva al 70. La plantilla de ese equipo estaba conformada por Chávez en la portería, H. Hernández, Madera, Padilla y Quirarte en la defensa, Ledezma, Jara y Bernabé en la media cancha, H. Prieto, Correa y Zaragoza en la delantera, entrando de cambio Ramírez y Villanueva.

### Segunda división
Logrando colocar al equipo en Segunda división en poco tiempo, el equipo tuvo temporadas medianas en la división de ascenso, muy pocos jugadores llegaron a jugar en primera división, entre los que llegaron a debutar se encontraban jugadores como Víctor Medina, Héctor Prieto y Jesús Bracamontes.
Poco a poco se consolidó una generación con Celestino, Ledesma, Madero, Rizo, el Pelón Gutiérrez, El Pecos Martin Aguilera, Jaime León, Alejandro Guerrero, el Pillo Dávalos, Jaime Navarro Onofre, Rodolfo Rodríguez, Néstor y Eduardo De la Torre. En la temporada 1980-81 llegó a disputar la final de la Segunda división mexicana contra el Morelia, la cual perdería.
El primer partido se jugó en la Unidad Deportiva Hermanos López Rayón de Uruapan, Michoacán; que era el hogar del Tapatío en ese año, el encuentro se disputó el domingo 19 de julio de 1981 y terminó con un empate a un gol. Morelia se había puesto al frente con una anotación lograda a través de un penalti cobrado por Horacio Rocha, mientras que el empate del Tapatío llegó por conducto de Eduardo Vázquez.
El segundo encuentro se disputó en el estadio Venustiano Carranza de Morelia, el domingo 26 de abril de 1981, y los Canarios del Morelia lograrían la victoria de nueva cuenta con un gol por penalti cobrado por Horacio Rocha, 1-0 fue el marcador final para un global de 2-1 que le daba el ascenso a Morelia y dejaba al Tapatío en segunda división. 

#### Segunda "A" y "B"
En 1982 la segunda división se divide en 2 ligas, una "A" y una "B", el Tapatío desciende a la recién formada Segunda división "B" mexicana en la temporada 1982-83 junto con el Cuautla y el Atlético Valladolid. En esta división logra ser campeón en 2 ocasiones, la primera en 1986 con Alfredo Castellanos como presidente y la segunda en 1994 con Pedro Chávez Arceo ocupando dicho puesto, todo esto después de haber descendido a Segunda "B" de nuevo en la temporada 1988-89. 
Con el paso del tiempo, el club fue perdiendo relevancia e importancia como filial, ya que la mayoría de jugadores pasaban directo del equipo de reservas al primer equipo, muy pocos jugadores llegaban directamente de El Tapatío, sólo casos aislados como el de Diego. Tiempo después con la formación de la primera división 'A', se decide que el equipo quede estancado en la segunda división.

#### Nueva segunda división
Una vez unificada de nuevo la segunda división, el equipo rojiblanco consiguió otros tres subtítulos de liga en la campaña 1995-1996 y en las temporadas invernales de 1999 y 2001. Vale aclarar que durante estos años existió otro equipo paralelo llamado Chivas Rayadas que también participó en la Segunda División y que incluso fue campeón de la Copa México de Segunda División en 1994-95, pero a diferencia del Tapatío que era manejado por la Asociación Civil del Club Deportivo Guadalajara, Chivas Rayadas era propiedad exclusiva de la Promotora que en ese entonces rentaba al primer equipo.
En la temporada 1995-96 el Tapatío perdería el título frente a Tigrillos de la UANL, después de haberse ubicado como líder de la Zona Occidente, donde jugó 18 encuentros, de los que ganó 10, empató seis y perdió dos, consiguiendo una diferencia de goleo de +24. Una vez adentrado en la liguilla enfrentó a Bachilleres en cuartos de final y a Delfines de Xalapa en semifinales.
Gabriel "El Nene" López Zapiain fue el entrenador que llevó al equipo a la final, la cual se disputó los días 16 de marzo de 1996 en Guadalajara y el 23 de marzo en Monterrey. Jugando ante unos 2 mil espectadores, que se dieron cita en la cancha Anacleto Macías "Tolán", los Tigrillos ganaron el primer encuentro por marcador de 2-0 con goles de Juan Carlos Franco e Israel García; mientras que el encuentro de vuelta fue en el Estadio Universitario donde los felinos concluyeron la obra al ganar 2 goles contra 1, el único gol Tapatío en la final fue de Guillermo de Alba.
En el torneo Invierno 1999 llegaría una vez más a la final de liga, esta vez contra el Club de Fútbol Cuautitlán, perdiendo después de disputar la serie de dos encuentros. Ese año, la segunda división estuvo conformada por 58 equipos, que se distribuyeron en cuatro zonas llamadas Norte, Centro, Occidente y Sur, cada una tenía su campeonato de Liguilla, del cual salieron cuatro equipos que disputaron las Semifinales. Fue entonces que después de enfrentarse a los 13 equipos de la Zona Occidente y lograr el sexto lugar general, el Tapatío se ganó un lugar el la Liguilla, donde venció al Club Deportivo Oro, Guasave y Club San Luis, logrando su pase a la Final.
Ese equipo se caracterizó por ser la base de lo que más adelante sería el conjunto que daría grandes resultados con el primer equipo del Deportivo Guadalajara. En ese entonces el Tapatío estaba formado por jugadores con un promedio de edad de 19 años, y era dirigido por Sergio Pacheco, que junto con José Luis Real encabezaron el nuevo proyecto de Fuerzas Básicas del Club. 
Esa temporada surgió la figura de Omar Bravo que lograría terminar como subcampeón de goleo de la segunda división, con 12 goles en 13 partidos de la temporada regular y 7 en liguilla.
En la final el equipo empataría 2 a 2 en el juego de ida disputado en la cancha Anacleto Macías "Tolán", los goles por parte del Tapatío fueron obra de Gustavo Castañeda a los 35 minutos y de Omar Bravo al 79. El juego de vuelta se jugó en la cancha del Estadio de los Pinos en Cuautitlán, Estado de México, donde los Truenos pudieron alzarse con la victoria y el campeonato invernal de 1999.
El equipo lograría un nuevo subcampeonato en la temporada Invierno 2001, siendo derrotado por el Deportivo Cihuatlán con un marcador global de 5-3. El primer partido de la final se jugó en la ciudad costera de Cihuatlán, donde los locales ganarían por marcador de 5 goles a 2 con goles de Omar Aguayo al minuto 38 y Francisco Robles al 86 por parte del conjunto rojiblanco. 
El segundo partido se disputó en la extinta cancha Anacleto Macías "Tolán" que se encontraba en las instalaciones del antiguo Club Deportivo Guadalajara, donde el Tapatío ganaría 1-0 con gol de cabeza de Francisco Javier Rodríguez al minuto 38 del primer tiempo, pero que no basto para alcanzar al Deportivo Cihuatlán, que luego conseguiría su ascenso a Primera división 'A. Entre los jugadores que formaban parte de la plantilla del Tapatío estaban Alfredo Talavera, Carlos Salcido, Joaquín Moreno, Francisco Javier Rodríguez, Manuel Vela, Omar Aguayo, Jonny Magallón, Humberto Gutiérrez, Renato Gutiérrez, Luis Alonso Sandoval, Alberto Medina, Francisco Mendoza, Francisco Javier Robles, Julio Bracamontes, Isaac Romo, y el técnico era Juan Carlos Chávez.
Esta misma plantilla obtendría de nueva cuenta el subcampeonato de la Segunda División en la temporada Verano 2002, enfrentando en la final a Astros de Ciudad Juárez. El primer encuentro terminó con un marcador de 1 a 0 favorable al Tapatío, el gol caería en tiempo de compensación gracias a un remate de cabeza de Alberto Arvizu. Sin embargo, el equipo no pudo mantener la ventaja en el partido de vuelta y perdería el campeonato.

### Primera división "A"
Al siguiente año de que se consigue el subcampeonato en Segunda división, el Club llega a la primera división "A" después de una serie de acontecimientos que propiciaron su ascenso. En 2001, con la intención de tener una filial del Guadalajara en la segunda liga más importante de México, la institución presidida por Francisco Cárdenas Moreno, decide adquirir la franquicia de los Gallos de Aguascalientes y conviertirla en el Tapatío.
Dos años después el equipo logró disputar una nueva final de ascenso, esta vez contra el Club León en el torneo Clausura 2003. En esta ocasión, el conjunto rojiblanco estuvo muy cerca de conseguir el título, ya que se encontraba arriba en el marcador con un gol anotado por Carlos Salcido al minuto 15 del segundo tiempo, sin embargo dejó ir la ventaja en los tres últimos minutos del partido. León le dio la vuelta al marcador gracias a dos goles de Julio Cesar Colman, y de esa manera se proclamó campeón de la Primera 'A'.
En el 2005, después de varios trámites el club se muda a la ciudad de La Piedad, Michoacán, donde recibió el nombre de Chivas La Piedad y jugaría por un año. Después de su paso por tierras michoacanas, la franquicia se convirtió en Chivas Coras y jugó en Tepic, Nayarit. Pero su paso fugaz fuera de la capital de Jalisco llegó a su fin en el 2006 ya que para el torneo Apertura 2006 de la Primera División 'A' el equipo regreso con el mote de Tapatío a Guadalajara.

#### Venta de la franquicia
El viernes 22 de mayo de 2009 se dio como oficial la noticia de que la franquicia del «Club Deportivo Tapatío» que le daba el derecho de participar en la Primera División "A", había sido vendida a la Universidad de Guadalajara para que el equipo de los Leones Negros de la U de G pasará de Segunda División a Primera 'A'. Desde tiempo atrás, varios empresarios habían tratado de regresar al equipo universitario a las máximas divisiones del fútbol mexicano, y esto se logró gracias a la compra de la franquicia del Deportivo Tapatío a un precio de 800 mil dólares.

### Refundación
El 26 de junio de 2020 se anunció en la Asamblea Ordinaria de Clubes del fútbol mexicano que el Deportivo Tapatío reaparecería como equipo filial del Guadalajara en la Liga de Expansión MX. El 29 de julio de 2020 se realizó la presentación oficial del equipo, en este evento se anunció el Estadio Akron como la sede de los partidos de esta escuadra, además de la función de este como encargado de desarrollar a los jugadores del Club Deportivo Guadalajara que anteriormente estuvieron a préstamo en otros clubes. Se designó a Alberto Coyote como el primer director técnico de la nueva etapa del Tapatío. El 20 de septiembre de 2021 debido a malos resultados, se nombró a Ricardo Cadena. Debido a que Cadena fue promovido al primer equipo para el siguiente torneo Apertura 2022 se designó a Gerardo Espinoza como nuevo DT del equipo.
El equipo consiguió su primer título de la Liga de Expansión en el Torneo Clausura 2023 cuando derrotaron en la final al Atlético Morelia por un marcador global de 4-3 y posteriormente ganar el Campeón de Campeones 2022-2023 ante el Atlante F. C. por un global de 3-2. Para el Apertura 2023, Gerardo Espinoza fue llamado a dirigir a la Selección Mexicana Sub-23 y en su lugar fue designado Arturo Ortega como entrenador del equipo. Cuando Chivas destituyó a Fernando Gago el 10 de octubre de 2024, Arturo Ortega fue promovido al primer equipo y José Luis Meléndez (entrenador sub-23 de chivas) fue promovido al Tapatío por lo que restaba del torneo.
Posteriormente el equipo consiguió su segundo título de la Liga de Expansión en el Torneo Apertura 2024 cuando derrotaron en la final al Celaya por un global de 5-3. Posteriormente Pepe Meléndez fue promovido a ser auxiliar técnico de Óscar García Junyent y Arturo Ortega regreso a dirigir al equipo el siguiente torneo y posteriormente ganar el Campeón de Campeones 2024-2025 ante Leones Negros U. D. G. con un global de 3-1.

## Uniforme
| 1973 Primer uniforme | Uniforme tradicional | 2009 Último uniforme |

## Estadio

### Estadio Akron
Desde 2020 el equipo disputa como local sus partidos en el Estadio Akron, propiedad del Club Deportivo Guadalajara, fue inaugurado el 30 de julio de 2010 y cuenta con una capacidad para 49,850 espectadores. El Club Deportivo Tapatío comparte este escenario con el Guadalajara, además de albergar algunos partidos del equipo femenil de la institución.

### Estadio Jalisco
El equipo empezó jugando en el Campo Colomos que se encontraba ubicado en la esquina de la calle Colomos con López Mateos, ahí disputó su primer encuentro correspondiente al Grupo "B" Occidente de la Copa México de Tercera División en agosto de 1973, contra el equipo del Uruapan.
En épocas más recientes pasó a jugar en la cancha del Anacleto Macias "Tolan", la cual se encontraba en el interior de las instalaciones del antiguo Club Guadalajara ubicado en el número 2339 de Colomos en la ciudad de Guadalajara, pero a partir de 2007 con la venta del Club el equipo se mudó a disputar sus encuentros en el Estadio Jalisco, lugar donde hasta 2010 disputaba sus encuentros el primer equipo del C.D. Guadalajara, posteriormente continuó siendo la sede de equipos como el Atlas también de Primera división, el U. de G. de Liga de Expansión y el Cafessa Jalisco de segunda división.

### Estadio Anacleto 'Tolán' Macías
La cancha que llevaba el nombre del célebre y conocido utilero del Guadalajara, contaba con una capacidad de 3,500 personas y se encontraba ubicado en el interior Club Deportivo Guadalajara (Colomos 2339). Fue casa del Deportivo Tapatío durante la mayor parte de su existencia, hasta su demolición en diciembre de 2006; Después de la venta de los antiguos terrenos del Club Deportivo Guadalajara.
Los trabajos para demoler el estadio iniciaron el día viernes 29 de diciembre de 2006 cerca del mediodía, cuando el césped de la cancha fue removido y enrollado para ser trasladado, finalmente se concluyó con el derrumbe de las gradas y los vestidores por la mañana del día lunes 15 de enero de 2007.

## Jugadores

### Altas y bajas: Apertura 2025
| Altas              | Altas     | Altas               | Altas    |
| Jugador            | Posición  | Procedencia         | Tipo     |
| ------------------ | --------- | ------------------- | -------- |
| Emiliano Freyfeld  | Defensa   | Deportivo Toluca    | Traspaso |
| Abraham Villegas   | Defensa   | Deportivo Toluca    | Traspaso |
| Jorge Guzmán       | Delantero | Atlas Fútbol Club   | Traspaso |
| Vladimir Moragrega | Delantero | Atlante Fútbol Club | Traspaso |

| Bajas             | Bajas         | Bajas                   | Bajas           |
| Jugador           | Posición      | Destino                 | Tipo            |
| ----------------- | ------------- | ----------------------- | --------------- |
| Luis Rey          | Defensa       | Club Puebla             | Préstamo        |
| Diego Ochoa       | Defensa       | Fútbol Club Juárez      | Préstamo        |
| Uziel García      | Defensa       | Atlético Morelia        | Traspaso        |
| Daniel Flores     | Defensa       | Phoenix Rising          | Préstamo        |
| Dylan Guajardo    | Mediocampista | Europa                  | Traspaso        |
| Gael García       | Delantero     | Club León               | Préstamo        |
| Daniel Cervantes  | Delantero     | Club Deportivo Irapuato | Préstamo        |
| Brandón Rodríguez | Delantero     | Racing de Veracruz      | Fin de préstamo |
| Benjamín Sánchez  | Delantero     | Club Deportivo Irapuato | Traspaso        |

## Entrenadores
El Tapatío ha tenido grandes entrenadores a lo largo de su historia. El primer técnico fue Jesús "Chuco" Ponce, le siguieron Tomás Balcázar, Diego Martínez, Héctor Hernández, Salvador Reyes, José Villegas, Hugo Dávila y Jesús Bracamontes, con estos 8 técnicos el equipo pasó desde Tercera división mexicana hasta la Segunda división "A".
| Entrenador                        | Período   |
| --------------------------------- | --------- |
| Jesús "Chuco" Ponce               | 1973      |
| Tomás Balcázar                    | 1973-1974 |
| Diego Martínez                    | 1974-1975 |
| Héctor Hernández                  | 1975-1977 |
| Salvador Reyes                    | 1977-1979 |
| José Villegas / Raúl Arellano     | 1979-1980 |
| José Villegas                     | 1980-1983 |
| Jesús "Chuco" Ponce / Hugo Dávila | 1983-1984 |
| Jesús "Chuco" Ponce               | 1984-1985 |
| Jesús Bracamontes                 | 1985-1988 |
| Francisco Jara                    | 1988-1989 |
| Víctor Rangel                     | 1989-1991 |
| Raúl "Willy" Gómez                | 1991-1993 |

| Entrenador                   | Período                       |
| ---------------------------- | ----------------------------- |
| Gabriel "Nené" López Zapiain | 1993-1994                     |
| Héctor Real                  | 1999                          |
| Juan Carlos Chávez           | Invierno 2001-Verano 2002     |
| José Luis Real               | Apertura 2002                 |
| Juan Carlos Chávez           | Clausura 2003                 |
| Alfredo Rodríguez Mitoma     | Apertura 2003-Clausura 2004   |
| Gregorio Sánchez             | Apertura 2006-Clausura 2007   |
| Omar Arellano                | 2007                          |
| Germán López                 | Apertura 2007-Clausura 2009   |
| Alberto Coyote               | Guard1anes 2020-Apertura 2021 |
| Ricardo Cadena               | Apertura 2021-Clausura 2022   |
| Gerardo Espinoza             | Apertura 2022-Clausura 2023   |
| Arturo Ortega                | Apertura 2023-presente        |
| José Luis "Pepe" Meléndez    | Apertura 2024                 |

## Presidentes
- Carlos González Lozano
- Héctor Arias M.
- Francisco González Paul
- Sergio Ruiz Lacroix
- Agustín Levy Alarcón
- Alfredo Castellanos
- Pedro Chávez Arceo
- Salvador Flores Martelli
- Juan Pablo Ladrón de Guevara
- Alejandro Organista
- Raúl Núñez Aceves
- Ricardo Peláez
- Fernando Hierro
- Fran Pérez Lázaro
- Juan Carlos Martínez Castrejo
- Javier Mier

## Palmarés

### Torneos oficiales
| Competición nacional                                  | Títulos                       | Subcampeonatos                                               |
| ----------------------------------------------------- | ----------------------------- | ------------------------------------------------------------ |
| Liga de Expansión MX (2/0)                            | Clausura 2023, Apertura 2024. |                                                              |
| Campeón de Campeones de la Liga de Expansión MX (2/0) | 2022-2023, 2024-2025.         |                                                              |
| Primera División 'A' de México (0/1)                  |                               | Verano 2003                                                  |
| Segunda División de México (0/5)                      |                               | 1980-1981,1995-1996,Invierno 1999,Invierno 2001,Verano 2002. |
| Segunda División 'B' de México (2/0)                  | 1985-1986, 1993-1994.         |                                                              |
| Tercera División de México (0/1)                      |                               | 1973-1974                                                    |

### Torneos amistosos
- IV Copa Alianza: 2007

Verizon Wireless Copa Alianza, derrotando 6-0 al Atlético Altamirano de Houston
- Duelo de Campeones: 2023

Duelo de Campeones de México y USA, derrotando 4-1 al San Antonio FC